# Verchovyna
Verchovyna (in ucraino Верховина?) è un insediamento rurale dell'Ucraina nel distretto di Verchovyna, nell'oblast' di Ivano-Frankivs'k. È il principale centro della minoranza hutsula. Ospita l'amministrazione del distretto di Verchovyna e della comunità territoriale di Verchovyna, una delle comunità territoriali dell'Ucraina. Nel 2022 aveva una popolazione di 5 773 abitanti.
Fino al 26 gennaio 2024 Verchovyna era classificata come insediamento di tipo urbano. Da tale data è entrata in vigore una nuova legge che ha abolito questo status e Verchovyna è stata riclassificata come insediamento rurale.

## Geografia
Verchovyna sorge nella valle del fiume Čornyj Čeremoš, nel versante nord-orientale dei Carpazi Orientali. È situata a 119 km a sud di Ivano-Frankivs'k.

## Storia
Fu menzionata per prima volta come Żabie in un documento del 1424.
Nel 1772, in seguito alla prima spartizione della Polonia, fu annessa all'Impero austriaco. Con una superficie di oltre 600 km², era il più esteso comune dell'Austria-Ungheria.
Dopo la prima guerra mondiale Żabie entrò a far parte della risorta Polonia ed inclusa del powiat di Kosów, nel voivodato di Stanisławów.
Nel periodo interbellico Żabie iniziò ad affermarsi come località turistica, in particolare per gli sport invernali.
In seguito all'invasione sovietica della Polonia, fu occupata dall'Armata Rossa. Nel 1962 assunse la denominazione attuale.

## Monumenti e luoghi d'interesse
- Chiesa dell'Assunzione della Santa Madre di Dio

## Cultura

### Istruzione

#### Musei
- Museo Hutsulo